# Wybory parlamentarne w Iranie w 2008 roku
Wybory parlamentarne w Iranie w 2008 roku odbyły się w dwóch turach: 14 marca i 25 kwietnia. Kandydaci ubiegali się o miejsca w jednoizbowym, 290-osobowym parlamencie Iranu - Madżlisie. Na dopuszczenie kandydatów do wyborów miała wpływ składająca z prawników i teologów islamskich Rada Strażników. Odrzuciła ona 3100 z 7600 zainteresowanych, co znacznie osłabiło siły określane mianem reformatorskich. Wątpliwości co do uczciwości wyborów wyraził m.in. rzecznik Departamentu Stanu USA Sean McCormack. Frekwencję w pierwszej turze wyborów oceniono na ok. 60%.
W drugiej turze wyborów Irańczycy wybrali 82 przedstawicieli do 290 osobowego Madżlisu. Wybory odbywają się w tych okręgach, w których kandydaci nie przekroczyli progu 25% głosów. Prawo do startu w drugiej turze przysługuje dwóm kandydatom, którzy uzyskali najwięcej głosów w pierwszej turze w swoim okręgu. Wśród 164 kandydatów znajduje się 12 kobiet.

## Rezultaty
Wstępne wyniki 1. tury wskazały na zwycięstwo opcji konserwatywnej i proprezydenckiej - według przewidywań jej reprezentanci zdobyli przynajmniej 163 mandaty. Minimum 40 mandatów uzyskali przedstawiciele reformatorów, zaś ok. 47 - kandydaci określani mianem niezależnych. Uczciwość wyborów oprócz USA podważyła także Unia Europejska. Ostatecznie w 1. turze 132 miejsca zdobyli w nich konserwatyści, spośród których 90 stanowi uznawanych jest za zdecydowanych zwolenników prezydenta.
Wyniki drugiej tury wskazują na wzmocnienie się pozycji konserwatystów.